# The Life of Riley
The Life of Riley é um filme de comédia mudo produzido nos Estados Unidos e lançado em 1927. É atualmente considerado um filme perdido.